# Смыков (Львовская область)
Смыков (укр. Смиків) — село в Сокальской городской общине Шептицкого района Львовской области Украины.
Население по переписи 2001 года составляло 237 человек. Занимает площадь 1,02 км². Почтовый индекс — 80032. Телефонный код — 3257.